# Trattato di Parigi (1857)

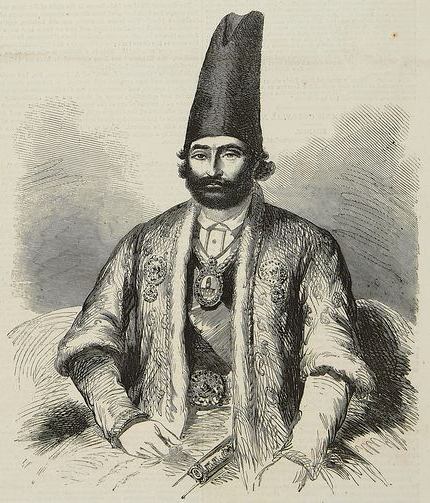
Farrokh Khan. The Illustrated London News, 1857

Il trattato di Parigi del 1857 (in persiano عهدنامه پاریس ۱۸۵۷‎, Ahdnāme-ye Paris 1857) pose fine alle ostilità della guerra anglo-persiana. Da parte persiana i negoziati furono gestiti dall'ambasciatore Farrokh Khan. Il trattato fu firmato il 4 marzo 1857.
Con il trattato i persiani accettarono di ritirarsi da Herat, permettendone l'occupazione da parte di Dost Mohammed Khan, emiro dell'Afghanistan. Accettarono inoltre di presentare le proprie scuse all'inviato britannico e di firmare un trattato commerciale. I britannici accettarono di non ospitare nella propria ambasciata gli oppositori dello scià e rinunciarono sia alla richiesta di sostituire il gran visir Mirza Aqa Khan Nuri sia a quella di fare concessioni territoriali all'imamato di Oman, loro alleato.
Gli interessi strategici britannici in Afghanistan, conseguenza del Grande gioco, posero fine alle speranze dei Qajar di conservare Herat, che era stata un vassallo della Persia per tre secoli e mezzo quasi ininterrotti, anche se spesso caotici. 
Il trattato di Turkmenchay  del 1828 e il trattato di Parigi del 1857 segnarono un punto di svolta nelle relazioni tra Persia e, rispettivamente, Impero russo e Regno Unito. Il governo Qajar si rese conto delle gravi ripercussioni di un confronto militare con le potenze coloniali europee e prese atto che, nell'era degli imperi, avrebbe dovuto rinunciare ai territori periferici per proteggere il proprio centro. La perdita di Herat, come la precedente perdita dei province caucasiche, rese evidenti i limiti dell'autorità persiana su territori che erano storicamente e culturalmente parte del Grande Persia. Nonostante i loro profondi legami, queste aree non potevano più essere conservate quali province dei Domini protetti dell'Iran.